# Andréia de Olicar
Andréia de Olicar (Itaocara, 23 de março de 1976 – Itaocara, 9 de agosto de 2020), nome artístico de Andréia de Oliveira Carvalho Ribeiro, foi uma pastora, cantora e compositora brasileira de música cristã contemporânea.

## Biografia
Filha de Dejalma da Rocha Carvalho e Maria Madalena de Oliveira Carvalho, Andreia era membro da Igreja Assembleia de Deus de Itaocara, sua cidade natal. Criada no bairro Cidade Nova, desde criança esteve envolvida no mundo musical, cantando nos cultos e outros eventos.
Aos 4 anos Andreia interessou-se pela música ao observar seu avó tocando um pandeiro. Logo após ela aprendeu a tocar violão e outros instrumentos, aprimorando seu talento. Mais tarde tornou-se professora de música.
Em 1998, gravou seu primeiro CD, com título "Meu Louvor", produção independente. Nesta época Andreia de Olicar também tornou-se mais conhecida no meio gospel evangélico quando alguns cantores regionais e de outras regiões passaram gravar suas composições. Em 2003, foi convidada para fazer outro CD que ganhou o título "Manancial".
Residindo na cidade de Nova Friburgo, em 2014 grava seu maior sucesso musical gospel, um EP com o título "Sou Milagre". Em 2016 essa composição se tornou uma música cantada em muitas igrejas e eventos evangélicos, inclusive sendo regravada pela gravadora Louvor Eterno no álbum "A Cruz" de Eliane Fernandes, cantora pentecostal com carreira de nível nacional.
Gravou mais um EP no final de 2018, seu 4° trabalho autoral intitulado "Mais que Vencedor". As canções de Andreia "Diante do Altar" e "Restituição" seriam cantadas pela intérprete Michelly Silva.
A cantora Andreia de Olicar veio a falecer na noite de 9 de agosto de 2020, devido a complicações causadas pela COVID-19. Deixou o esposo e duas filhas.